# Thora Birch
Thora Birch (Los Angeles, 11 maart 1982) is een Amerikaans actrice. Ze werd voor haar rol in Ghost World genomineerd voor een Golden Globe. Meer dan vijftien andere filmprijzen werden haar ook daadwerkelijk toegekend, waaronder vier Young Artist Awards (voor Purple People Eater, Paradise, Hocus Pocus en American Beauty).

## Bio
Birch is de dochter van Jack Birch en Carol Connors, een voormalige pornoactrice. Haar ouders hebben elkaar ontmoet op de set van Deep Throat, de klassieke pornofilm uit de jaren zeventig, waarin ze beiden een rol speelden. Haar officiële achternaam is Biersch. Die naam komt van haar Duitse-joodse voorouders. Ze is vernoemd naar de Noorse god Thor.
Birch begon haar acteercarrière al vroeg, omdat haar ouders dit wilden. Ze begon met reclames en kreeg in 1988 een rol in een sitcom. De serie werd na een paar afleveringen stopgezet. Nog datzelfde jaar kreeg ze op zesjarige leeftijd een rol in de film Purple People Eater.
In 1991 kreeg ze wederom een hoofdrol in de film Paradise. Ze speelde vooral 'jongensmeisjes' in haar carrière als kindster, waarbij ze in onder meer Patriot Games (1992), Hocus Pocus (1993), Clear and Present Danger en Monkey Trouble (beide 1994) verscheen.
In 1995 kreeg ze een grote rol in de film Now and Then. Na 1996 nam ze een acteerpauze tot 1999. Toen ze weer terugkwam in de filmindustrie, was ze eerst te zien in de televisiefilm Night Ride Home. Ook speelde ze dat jaar in de film American Beauty, die een Academy Award won.

## Trivia
Birch verscheen behalve in films ook in videoclips van Moby (We Are All Made Of Stars) en Limp Bizkit (Eat You Alive).

## Filmografie
- 2025: The Chronology of Water
- 2024: The Midway Point
- 2021: 13 Minutes
- 2019: The Last Black Man in San Francisco
- 2019: Kindred Spirits
- 2019: Above Suspicion
- 2018: Affairs of State
- 2018:  The Competition
- 2018: The Etruscan Smile
- 2012: Petunia
- 2009: Winter of Frozen Dreams
- 2009: Deadline
- 2008: Train
- 2006: Tainted Love
- 2006: Dark Corners
- 2005: Slingshot
- 2004: The Dot
- 2004: Silver City
- 2003: Homeless to Harvard: The Liz Murray Story
- 2002: Shadow Realm
- 2001: Ghost World
- 2001: The Hole
- 2000: Dungeons & Dragons
- 2000: The Smokers
- 1999: Anywhere But Here
- 1999: American Beauty
- 1999: Night Ride Home
- 1996: Alaska
- 1995: Now and Then
- 1995: The Outer Limits: The Choice (Aggie)
- 1994: Clear and Present Danger
- 1994: Monkey Trouble
- 1993: Hocus Pocus
- 1992: Patriot Games
- 1992: The Itsy Bitsy Spider
- 1991: All I Want for Christmas
- 1991: Paradise
- 1990: Dark Avenger
- 1988: Purple People Eater

- Bibsys: 2111979
- Biblioteca Nacional de España: XX1307492
- Bibliothèque nationale de France: cb140518068 (data)
- Gemeinsame Normdatei: 124738974
- International Standard Name Identifier: 0000 0001 1482 8421
- Library of Congress Control Number: no96019666
- Nationale Bibliotheek van Tsjechië: xx0097005
- Nationale Bibliotheek van Israël: 987007605716405171
- Nationale Bibliotheek van Polen: a0000001719355
- Nederlandse Thesaurus van Auteursnamen: 124563392
- SNAC: w6cr6qkd
- Système universitaire de documentation: 074631551
- Virtual International Authority File: 161923487
- WorldCat: E39PBJyRD4Rr7Pbrr4yJw8dG73